# Gishororwe
Gishororwe är ett periodiskt vattendrag i Burundi.   Det ligger i provinsen Rutana, i den centrala delen av landet, 110 kilometer sydost om huvudstaden Bujumbura.
Omgivningarna runt Gishororwe är huvudsakligen savann. Runt Gishororwe är det ganska tätbefolkat, med 100 invånare per kvadratkilometer.